# 高山市立大八小学校山口分校
高山市立大八小学校山口分校（たかやましりつ おおはちしょうがっこう　やまぐちぶんこう）は、かつて岐阜県高山市に存在した公立小学校の分校。

## 概要
- 大八小学校の分校であり、現在の高山市山口町（旧・大野郡大八賀村大字山口）に存在した。1956年廃校。
- 山口分校廃校後、山口地区は大八小学校校区となった後、1957年に校区変更により高山市立江名子小学校校区となった。

## 沿革
- 1874年（明治7年） - 大野郡山口村字森下に森下学校として開校。
- 1875年（明治8年）1月31日 - 大野郡灘郷、大八賀郷のうち23ヶ村[注釈 2]が合併し、大名田村となる。
- 1879年（明治12年） - 荏名学校が合併し、開文学校となる。校舎は新たに新築[注釈 3]山口・江名子の児童が通学する。
- 1886年（明治19年） - 開文簡易科小学校に改称する。
- 1892年（明治25年）
  - 5月1日 - 山口尋常小学校に改称する。
  - 5月19日 - 大名田村が分立。大名田村[注釈 4]、灘村[注釈 5]、大八賀村[注釈 6]となる。山口尋常小学校の校区は大八賀村大字山口と大名田村大字江名子の2つの村に分かれることになり、大名田村が江名子地区の児童を大八賀村に委託とした。
- 1896年（明治29年）11月 - 江名子尋常小学校を分離する。校舎は江名子尋常小学校に譲渡し、山口尋常小学校は買い取った民家を校舎とする。江名子地区の一部の生徒は、引き続き山口尋常小学校へ通学する。
- 1897年（明治30年） - 江名子尋常小学校が廃校となり、江名子地区の児童は全員大名田尋常小学校への通学となり、大名田村の大八賀村への委託が解消される。
- 1908年（明治41年） - 大八尋常小学校に統合され、大八尋常小学校山口分教場となる。1～4年の児童が通学する。
- 1925年（大正14年） - 大八賀村大字山口字花の木に校舎を新築し、移転。
- 1941年（昭和16年）4月1日 - 大八国民学校山口分教場に改称する。
- 1947年（昭和22年）4月1日 - 大八賀村立大八小学校山口分校に改称する。
- 1955年（昭和30年）4月1日 - 大八賀村が高山市に編入される。同時に高山市立大八小学校山口分校に改称する。
- 1956年（昭和31年）3月 - 廃校。